# Chrysolina vignai
Chrysolina vignai é uma espécie de artrópode pertencente à família Chrysomelidae.